# Mijama Aja
Mijama Aja (宮間 あや; Hepburn: Miyama Aya) (Csiba prefektúra, 1985. január 28. –) japán válogatott labdarúgó.

## Klub
A labdarúgást a Nippon TV Beleza csapatában kezdte. 2000-ben az Okayama Yunogo Belle csapatához szerződött. 110 bajnoki mérkőzésen lépett pályára és 62 gólt szerzett. 2009 és 2010-ben az Egyesült Államokban játszott. 2010-ben visszatért Japánba az Okayama Yunogo Belle csapatához. 2010 és 2016 között az Okayama Yunogo Belle csapatában játszott. 122 bajnoki mérkőzésen lépett pályára és 48 gólt szerzett.

## Nemzeti válogatott
2003-ban debütált a japán válogatottban. A japán válogatott tagjaként részt vett a 2003-as, a 2007-es, a 2011-es, a 2015-ös világbajnokságon, a 2008. és a 2012. évi nyári olimpiai játékokon. A japán válogatottban 162 mérkőzést játszott.

## Statisztika
| Japán válogatott | Japán válogatott | Japán válogatott |
| Időszak          | Mérk.            | gól              |
| ---------------- | ---------------- | ---------------- |
| 2003             | 6                | 2                |
| 2004             | 1                | 2                |
| 2005             | 9                | 2                |
| 2006             | 17               | 3                |
| 2007             | 17               | 6                |
| 2008             | 18               | 4                |
| 2009             | 1                | 1                |
| 2010             | 17               | 2                |
| 2011             | 18               | 4                |
| 2012             | 16               | 3                |
| 2013             | 7                | 1                |
| 2014             | 17               | 4                |
| 2015             | 13               | 4                |
| 2016             | 5                | 0                |
| Összesen         | 162              | 38               |

## Sikerei, díjai
Japán válogatott
- Olimpiai játékok:  Ezüst; 2012
- Világbajnokság:  Arany; 2011,  Ezüst; 2015
- Ázsia-kupa:  Arany; 2014,  Bronz; 2008, 2010

Klub
- Japán bajnokság: 2014

Egyéni
- Az év Japán játékosa: 200
- Az év Japán csapatában: 2007, 2008, 2011, 2012, 2013, 2014